# The Wolf of Wall Street
The Wolf of Wall Street és una pel·lícula de l'any 2013 dirigida per Martin Scorsese, basada en les memòries de Jordan Belfort. El guió va ser escrit per Terence Winter i la pel·lícula és protagonitzada per Leonardo DiCaprio com Belfort, al costat de Jonah Hill, Jean Dujardin, Rob Reiner, Kyle Chandler i Matthew McConaughey, entre d'altres. The Wolf of Wall Street és la cinquena col·laboració entre Scorsese i DiCaprio. S'ha subtitulat al català.
La pel·lícula explica la història d'un agent de borsa de Nova York, interpretat per DiCaprio, que es nega a cooperar en un cas de frau de títols que involucra la corrupció a Wall Street, el banc comercial i infiltració de la màfia.

## Repartiment
- Leonardo DiCaprio: Jordan Belfort
- Jonah Hill: Donnie Azoff
- Margot Robbie: Naomi Lapaglia
- Matthew McConaughey: Mark Hanna
- Kyle Chandler: Agente Patrick Denham
- Rob Reiner: Max Belfort
- Jon Bernthal: Brad
- Jon Favreau: Manny Riskin
- Jean Dujardin: Jean Jacques Saurel
- Joanna Lumley: Tia Emma
- Cristin Milioti: Teresa Petrillo
- Shea Whigham: Capità Ted Beecham
- Kenneth Choi: Walter
- Ethan Suplee: Toby Welch
- Fran Lebowitz: Jueza Samantha Stogel
- Robert Clohessy: Nolan Drager
- Spike Jonze: Dwayne

## Producció

### Filmació
La filmació començà el 8 d'agost de 2012 a Nova York. Jonah Hill anuncià que el seu primer dia de rodatge era el 4 de setembre. També es va informar que es filmaria a Closter, Nova Jersey i Ardsley, Nova York. El gener de 2013, es van filmar escenes addicionals a un set construït en un edifici abandonat a Harrison, Nova York.

## Premis i nominacions
Globus d'Or
| Any  | Categoria                          | Receptor                           | Resultat  |
| ---- | ---------------------------------- | ---------------------------------- | --------- |
| 2014 | Millor pel·lícula musical o còmica | Millor pel·lícula musical o còmica | Nominada  |
| 2014 | Millor actor musical o còmic       | Leonardo DiCaprio                  | Guanyador |

Critics' Choice Movie Awards
| Any  | Categoria                 | Receptor                  | Resultat  |
| ---- | ------------------------- | ------------------------- | --------- |
| 2014 | Millor pel·lícula         | Millor pel·lícula         | Nominada  |
| 2014 | Millor conjunt d'actuació | Millor conjunt d'actuació | Nominada  |
| 2014 | Millor director           | Martin Scorsese           | Nominat   |
| 2014 | Millor guió adaptat       | Terence Winter            | Nominat   |
| 2014 | Millor muntatge           | Thelma Schoonmaker        | Nominada  |
| 2014 | Millor actor de comèdia   | Leonardo DiCaprio         | Guanyador |

Premis Satellite
| Any  | Categoria                 | Receptor           | Resultat |
| ---- | ------------------------- | ------------------ | -------- |
| 2014 | Millor pel·lícula         | Millor pel·lícula  | Nominada |
| 2014 | Millor director           | Martin Scorsese    | Nominat  |
| 2014 | Millor actor protagonista | Leonardo DiCaprio  | Nominat  |
| 2014 | Millor guió adaptat       | Terence Winter     | Nominat  |
| 2014 | Millor muntatge           | Thelma Schoonmaker | Nominada |

Premis Oscar
| Any  | Categoria              | Receptor          | Resultat |
| ---- | ---------------------- | ----------------- | -------- |
| 2014 | Millor pel·lícula      | Millor pel·lícula | Nominada |
| 2014 | Millor director        | Martin Scorsese   | Nominat  |
| 2014 | Millor actor           | Leonardo DiCaprio | Nominat  |
| 2014 | Millor actor secundari | Jonah Hill        | Nominat  |
| 2014 | Millor guió adaptat    | Terence Winter    | Nominat  |

Premis BAFTA
| Any  | Categoria           | Receptor           | Resultat |
| ---- | ------------------- | ------------------ | -------- |
| 2014 | Millor guió adaptat | Terence Winter     | Nominat  |
| 2014 | Millor actor        | Leonardo DiCaprio  | Nominat  |
| 2014 | Millor director     | Martin Scorsese    | Nominat  |
| 2014 | Millor muntatge     | Thelma Schoonmaker | Nominada |

## Curiositats
Una curiositat sorprenent sobre The Wolf of Wall Street va sorgir durant el rodatge de la famosa escena on Jordan Belfort, interpretat per Leonardo DiCaprio, s’ofega amb sushi. DiCaprio, conegut per la seva dedicació extrema, va insistir a repetir aquesta escena diverses vegades per captar l’angoixa real del seu personatge. Volia transmetre de manera autèntica la tensió i el malestar que Belfort experimenta en aquest moment crític de la pel·lícula. Fins i tot va arribar a gairebé desmaiar-se de veritat, cosa que demostra fins a quin punt es compromet amb els seus rols.
Una altra curiositat fascinant sobre la pel·lícula involucra Jonah Hill, qui interpreta el personatge de Donnie Azoff. Per fer una escena impactant, Hill es va empassar un peix or real. Aquesta decisió va ser molt arriscada, així que es va haver de signar un acord amb la producció per limitar el nombre de vegades que l’actor podria repetir l’escena. Tot i que l’experiència no va ser gens agradable, Hill estava compromés a oferir la millor actuació possible. Aquesta dedicació va contribuir a fer que l’escena és tornés inoblidable.
A més, Jonah Hill va optar per cobrar només 60.000 dòlars pel seu paper a The Wolf of Wall Street, una xifra molt inferior a la seva tarifa habitual. Va cedir a cobrar menys simplement per tenir l’oportunitat de treballar amb el director Martin Scorsese, ja que l’actor l’admira, i el resultat va ser una actuació destacable.
La pel·lícula es va convertir en un èxit tant crític com comercial, consolidant-se com una de les produccions més aclamades de l’any. Aquestes històries reflecteixen el compromís extraordinari dels actors per oferir interpretacions veritablement memorables i elevar el contingut de la pel·lícula.